# Jaszczów
Jaszczów is een dorp in de Poolse woiwodschap Lublin. De plaats maakt deel uit van de gemeente Milejów en telt 917 inwoners.

## Verkeer en vervoer
- Station Jaszczów